# Hohenlimburger Kleinbahn
Die Hohenlimburger Kleinbahn AG (HKB) betrieb eine schmalspurige Eisenbahn, die für den Anschluss der im Nahmertal ansässigen Industriebetriebe gebaut wurde. Das Nahmertal liegt im heutigen Hagener Stadtteil Hohenlimburg.

## Geschichte

Namensaktie über 1000 RM der Hohenlimburger Kleinbahn-AG vom März 1938

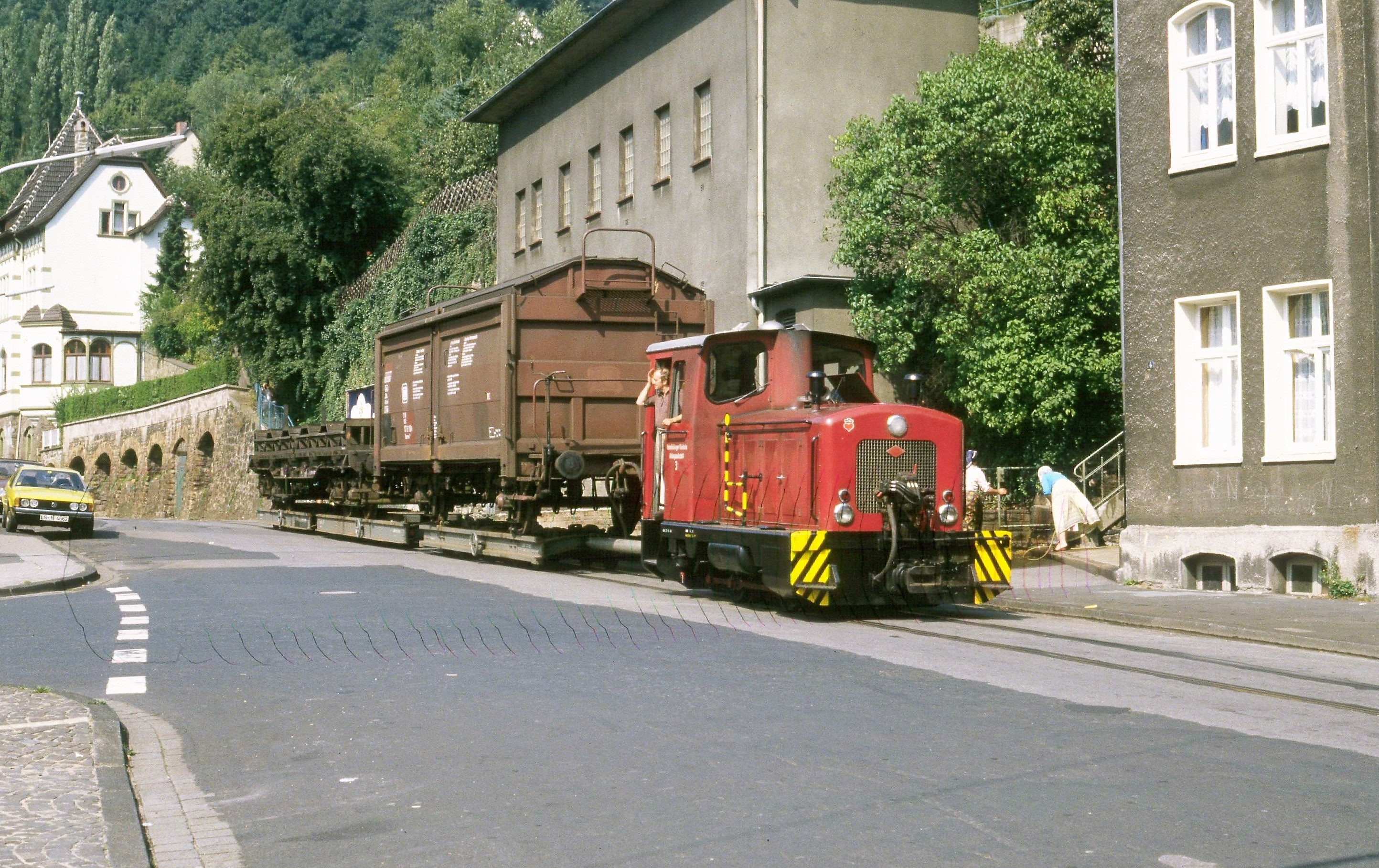
O&K-Lokomotive 3 mit Rollwagen-Gespann auf der Mühlenteichstraße, Höhe Kronenburgplatz (1980)

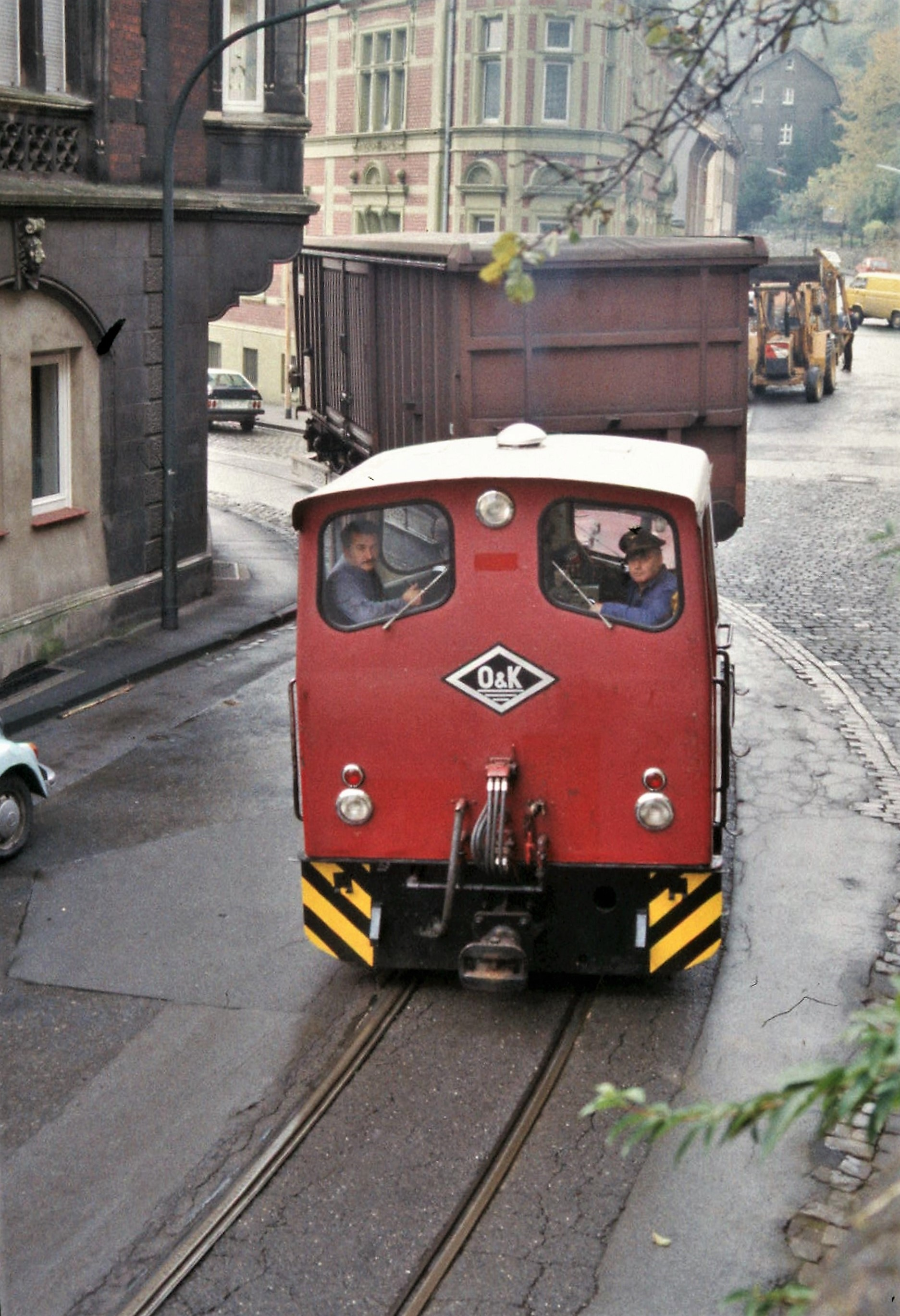
Diesellokomotive mit Güterwagen beim Einbiegen aus der Wulfeldstraße in die Mühlenteichstraße (1980)

Die Gesellschaft eröffnete 1900 ihre einzige 3,3 km lange Eisenbahnstrecke mit der Spurweite von 1000 Millimetern, da das Interesse an einer Eisenbahn aufgrund des immer größer werdenden Güteraufkommens im industriereichen Nahmertal vorhanden war. Weil das Tal für eine Normalspur-Strecke zu eng war, entschied man sich für eine Schmalspurbahn. Die Strecke besaß bis zu 40 Gleisanschlüsse für die dort tätigen Unternehmen der Stahlindustrie. Die größte Steigung war 1:20, der kleinste Radius 15 m. Die Strecke war in mehrere Tarifbahnhöfe eingeteilt: Übergabebahnhof Hohenlimburg, Bahnhof Nahmer, Bahnhof Obernahmer und Bahnhof Hobräckerweg. Vier Ausweichen ermöglichten die Begegnung von Zügen und das Umsetzen der Lokomotiven. Der Hauptverkehr bestand darin, normalspurige Güterwagen auf Rollwagen vom Bahnhof Hohenlimburg den einzelnen Anschließern zuzustellen und wieder abzuholen. Dies führte auf den engen Straßen mitunter zu Problemen mit dem Kraftfahrzeugverkehr. Bis 1958 wurde auch Stückgutverkehr mit eigenen Güterwagen durchgeführt.
1968 wurde Zugbahnfunk eingeführt, damit war eine Erhöhung der Streckengeschwindigkeit auf 12 km/h möglich.
Wurden im ersten Jahr 36.999 Tonnen Güter befördert, so stieg die Menge bis 1943 auf 294.464 Tonnen. In den 1960er und 1970er Jahren gingen die Beförderungsleistungen zurück, aber selbst im letzten Betriebsjahr betrugen sie noch 98.600 Tonnen. Werktäglich wurden 20 bis 30 Wagenladungen auf die einzelnen Anschlüsse verteilt und abgeholt. Dazu waren mindestens drei Lokomotiven nötig.
Gesellschafter der Aktiengesellschaft waren ursprünglich alle Gleisanschlussbesitzer. Zwischen 1939 und 1945 war die Hohenlimburger Kleinbahn AG eines der Unternehmen in Hohenlimburg, die ausländische Arbeitskräfte und Zwangsarbeiter beschäftigte.
Auch 1982 war noch keine Rede von einer Stilllegung der Eisenbahn. Der Beschluss zur Stilllegung kam somit für die Belegschaft im Juli 1983 sehr überraschend. Gegenüber der Presse wurde geäußert, dass das Transportaufkommen in den letzten Jahren rapide gesunken sei (1975–1982 um 25 %), da viele Werke ihre Produktion verlagert haben, eine Entwicklung, die sich noch gravierend fortsetzen würde. Außerdem wurde gerade das Umladeterminal der DB (Deutschen Bundesbahn) in Letmathe fertiggestellt, das neue sowie kostengünstige Möglichkeiten des Bahnversands geboten hätte. Letztlich fiel die Bahn in den 1980er-Jahren der Stahlkrise zum Opfer. Hintergrund zur kurzfristigen Entscheidung war die Ankündigung, dass sich Hoesch aus dem Nahmertal zurückziehen wird. Die danach noch einzig verbliebenen Transporte von Krupp hätten zum wirtschaftlichen Betreiben der Bahn nicht ausgereicht. Da auch Krupp beabsichtigte, den Verkehr auf die Straße zu verlagern, beantragte der Vorstand zum 31. Dezember 1983 die Stilllegung beim zuständigen Ministerium. Mit einer Gesamttonnage von 11,8 Millionen Tonnen endete nach 83 Jahren die Ära der Eisenbahn im Hohenlimburger Nahmertal. Die offizielle Genehmigung, den Betrieb einzustellen, ging erst nach der letzten Fahrt bei der HKB ein. Mit Wirkung ab dem 1. Januar 1984 war die Bahn damit für „dauernd von der Verpflichtung zur Aufrechterhaltung des Eisenbahnbetriebes der Kleinbahn in Hagen-Hohenlimburg befreit“. Mit Löschung der Hohenlimburger Kleinbahn GmbH aus dem Handelsregister endete am 12. November 1990 nach 90 Jahren die Unternehmensgeschichte.
Gleisreste der damaligen Kleinbahn sind (2023) noch vorhanden, zum Beispiel innerhalb der Einfahrt zum Werkhof in den ehemaligen Krupp-Werken I und II, auf dem brachliegenden Gelände des ehemaligen Krupp Werk IV am Hobräcker Weg und vor dem Hüsecken Wire-Werk Nimmertal. Außerdem ist der frühere Lokschuppen der HKB AG noch erhalten und wird heute umgebaut als Moschee genutzt. Auch dort sind noch deutlich sichtbare Gleisreste im Boden vor dem Gebäude.
Die Bahn diente ausschließlich dem Güterverkehr.

## Fahrzeuge

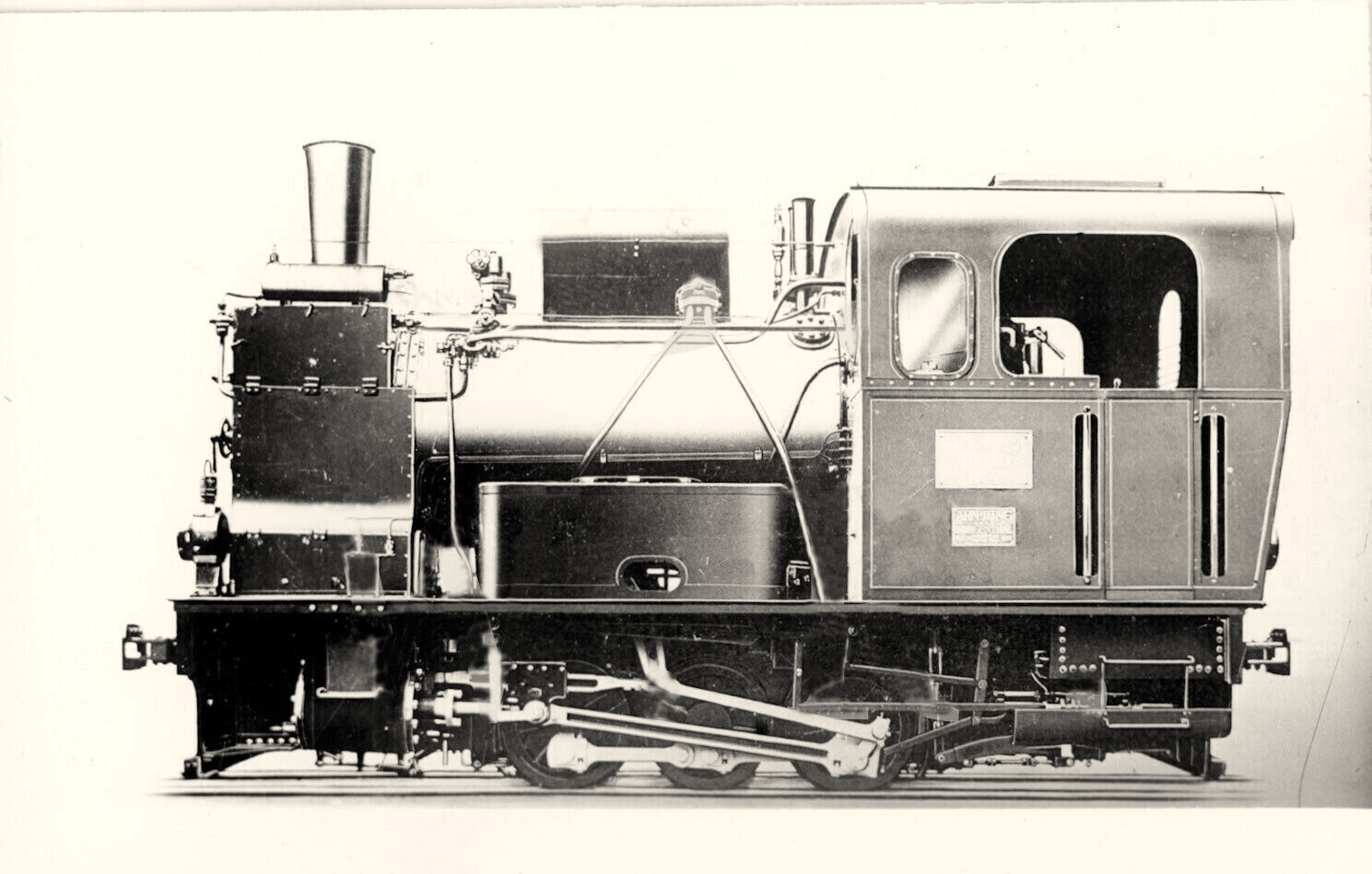
Lok 4^{II} der Hohenlimburger Kleinbahn

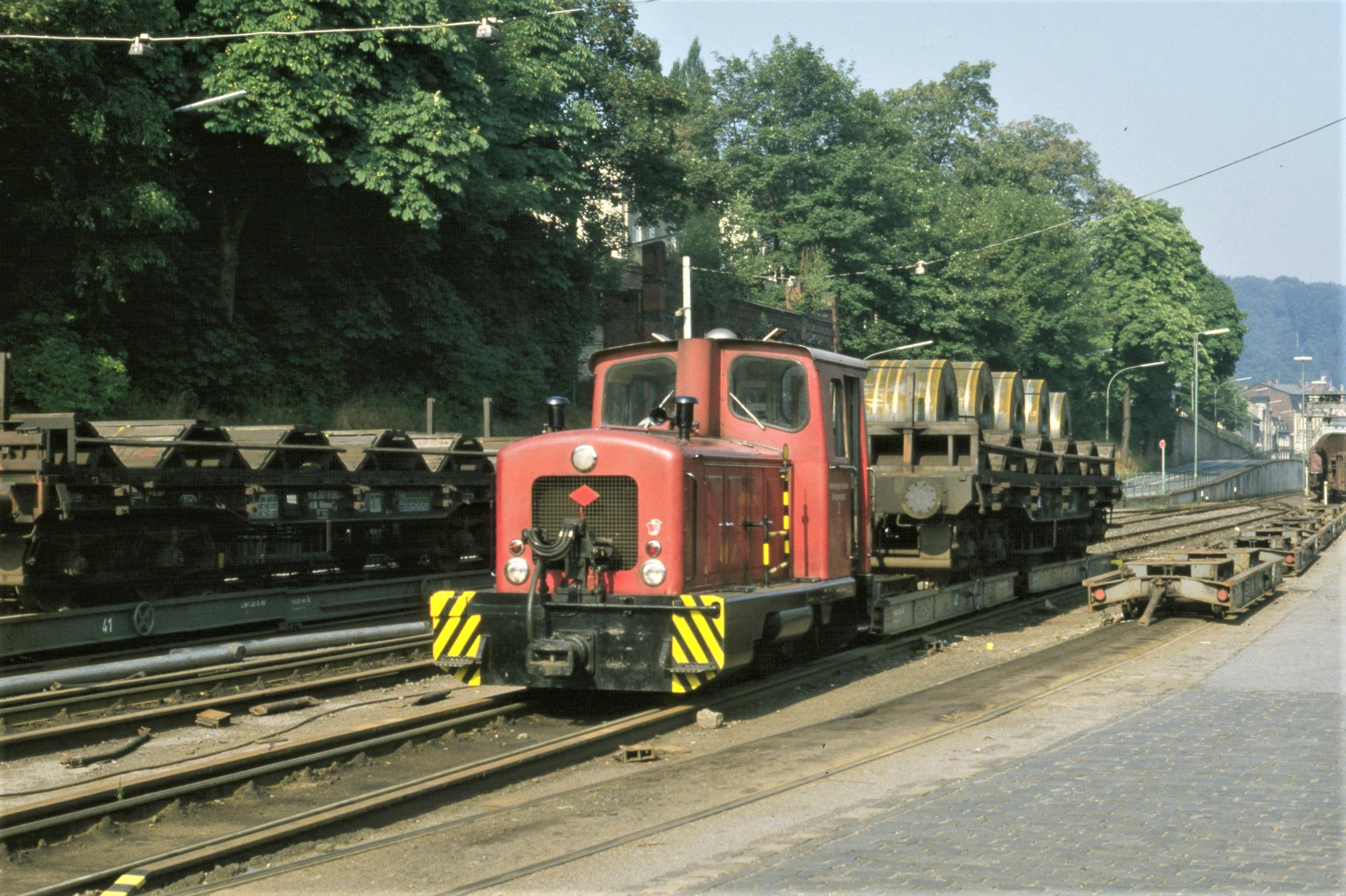
O&K-Lok 2 auf der Rollwagenrampe am Übergabebahnhof (1980)

Der Betrieb wurde mit drei zweiachsigen Kastendampflokomotiven aufgenommen, später kamen sechs weitere Kastendampflokomotiven (gebraucht oder fabrikneu) hinzu. 1925 und 1927 wurden zwei dreiachsige Dampflokomotiven beschafft, die bis zur Traktionsumstellung 1961 im Einsatz blieben; als Ersatz für ausgemusterte Lokomotiven wurden noch drei weitere zweiachsige Dampflokomotiven beschafft.
1934 wurde erstmals eine Diesellok – Hohenlimburger Kleinbahn 3II – eingesetzt, sie bewährte sich jedoch nicht und wurde 1936 zurückgegeben. 1960/61 wurden bei Orenstein & Koppel (O&K) fünf zweiachsige Diesellokomotiven – 1–5 – beschafft, die die Dampflokomotiven ablösten und bis zur Betriebseinstellung den Verkehr versahen.
| Bezeichnung       | Bauart           | Hersteller       | Baujahr          | Herkunft                                         |
| Dampflokomotiven  | Dampflokomotiven | Dampflokomotiven | Dampflokomotiven | Dampflokomotiven                                 |
| ----------------- | ---------------- | ---------------- | ---------------- | ------------------------------------------------ |
| 1–3               | B n2t K          | Hohenzollern     | 1899             |                                                  |
| 4                 | B n2t K          | Hohenzollern     | 1897             | 1905 von Köln-Frechen-Benzelrather Eisenbahn     |
| 5                 | B n2t K          | Humboldt         | 1900             | 1906 von Straßenbahn Meiderich–Neumühl–Dinslaken |
| 6                 | B h2t K          | Henschel         | 1913             |                                                  |
| 7–8               | B n2t K          | Henschel         | 1899             | 1918 von Kleinbahn Eltville–Schlangenbad         |
| 4II               | C h2t            | Jung             | 1925             |                                                  |
| 1II               | C h2t            | Jung             | 1927             |                                                  |
| 2II               | B h2t K          | Henschel         | 1935             |                                                  |
| 5II               | B n2t            | Hohenzollern     | 1904             | 1925 von Kleinbahn Piesberg–Rheine               |
| 3III              | B h2t            | Jung             | 1937             |                                                  |
| 5III              | B h2t            | Jung             | 1939             |                                                  |
| Diesellokomotiven |                  |                  |                  |                                                  |
| 3II               | C dm             | DWK              | 1934             |                                                  |
| 1–5               | B dh             | O&K              | 1960–1961        |                                                  |

Bis zu 45 Rollwagen waren auf der Bahn vorhanden, daneben einige Güterwagen für den Stückgutverkehr.
Hatten die ersten Rollwagen noch eine Tragfähigkeit von 23 Tonnen, so konnten die zuletzt erworbenen 42 Tonnen aufnehmen.
An die Hohenlimburger Kleinbahn erinnern noch eine im Museum Eslohe stehende Dampflok (Lok 1II von Jung) und die bei der Firma Waelzholz an der Ludwigstraße (Unternahmer) als Denkmal aufgestellte Diesellokomotive Nr. 4. Die O&K-Diesellokomotiven Nr. 2 und 3 sind bei der Märkischen Museums-Eisenbahn in Plettenberg erhalten und die Diesellokomotive Nr. 1 ist unter der No. 1203 bei der TEC in Charleroi erhalten.
Lok Nr. 4 wurde nach einem Brandanschlag am 16. Oktober 2011 von der Firma C. D. Wälzholz wieder hergerichtet.